# کورینت، شهرستان میلام، تگزاس
کورینت (به انگلیسی: Corinth) یک منطقهٔ مسکونی در ایالات متحده آمریکا است که در شهرستان میلام، تگزاس واقع شده‌است. کورینت ۱۳۵٫۰۳ متر بالاتر از سطح دریا واقع شده‌است.